# Neale Donald Walsch
Neale Donald Walsch (Milwaukee, SAD, 1943.), američki pisac duhovne književnosti.

## Život
Odrastao je u katoličkoj obitelji u kojoj je glavnu riječ imao strogi otac. Još kao dječak zanimao se za vjeru i crkvu te je neko vrijeme čak želio biti i svećenik. No od toga je odustao pošto se razočarao u strogi dogmatizam Katoličke crkve. Strah od Boga koji bi ga mogao "baciti u pakao" naveo ga je da potraži neke druge izvore duhovnosti. 
Neko se vrijeme interesirao za pojedine protestantske crkve i pokrete, te je intenzivno proučavao Bibliju, ali se kasnije upoznao i s mnogim istočnjačkim doktrinama i duhovnim naučavanjima vezanim uz budizam, hinduizam, Vede i slično. Sve to vrijeme bavio se različitim poslovima - bio je trgovački putnik, novinar, voditelj radijskih emisija itd. Imao je razna životna iskustva, a neko je vrijeme čak bio i beskućnik.
U svojim kasnim 40-tim godinama Neale je bio jako razočaran samim sobom, te svijetom i životom. Običavao je noću pisati pisma puna ogorčenosti i ljutnje koja su mu služila kao psihološki odušak za vlastite frustracije. Jedne noći u proljeće 1992. godine odlučio je jedno takvo pismo napisati izravno Bogu. 
Dok je pisao pitanja o svom nesretnom životu zahtijevajući od Boga odgovore, Neale tvrdi da mu se u glavi pojavio Božji glas u obliku misli koje su dolazile izravno od Boga odnosno bile su nadahnute Bogom. 
Tako je nastala serija popularnih knjiga u kojima Neale razgovara s Bogom koji mu odgovara na širok spektar pitanja u vezi smisla života i svrhe postojanja.

## Djela
Najpoznatiji mu je serijal knjiga "Razgovori s Bogom"  koje su prodane u milijunskim nakladama i prevedene na mnoge jezike. Neale prima pisma ljudi iz svih krajeva svijeta u kojima oni tvrde da su im ove knjige promijenile život.  
Knjiga "Razgovori s Bogom 1" bavi se osobnim pitanjima i temama koja se tiču svakog pojedinca. 
"Razgovori s Bogom 2" tematizira neka globalna pitanja i teme poput svjetskog mira, socijalne i ekološke ravnoteže i sl.
"Razgovori s Bogom 3" bavi se najširim pitanjima i temama kao što su postojanje duše, raj, reinkarnacija, vanzemaljske civilizacije i sl.
Ostala mu djela nose naslove: "Prijateljstvo s Bogom", "Zajedništvo s Bogom", "Razgovori s Bogom za tinejdžere", "Nova otkrića", itd.
Neale tvrdi da on nije poseban po tome što se Bog obraća baš njemu.  U "Razgovorima s Bogom 1" Bog mu kaže: "Ja govorim svima. Sve vrijeme. Nije pitanje u tome kome ja govorim, nego tko sluša?"
Bog koji se obraća Nealeu potpuno je različit od koncepcije judeo-kršćanskog Boga koji kažnjava ljude zbog grijeha i baca ih u pakao. On čak i poriče da postoji tako nešto kao "grijeh", te poručuje kako su strah i krivnja jedini neprijatelji čovječanstva.
Također, ne postoji pakao, već ljudi u procesu reinkarnacije proživljavaju niz života tijekom kojih imaju razne mogućnosti ostvariti sebe kao one "Tko Uistinu Jesu". To se postiže življenjem izbora ljubavi.
Da bi čovjek istinski spoznao Boga, mora biti izvan uma. Osjećaji su jezik duše.
"Dođi k Meni stazom svoga srca, a ne putovanjem svoga uma. U svome Me umu nikada nećeš pronaći." 
Isus u ovim knjigama nije prikazan kao jedini Sin Božji, već kao jedan od mnogih Učitelja koji su bili poslani na Zemlju s ciljem da čovječanstvu donesu svjetlo. 
Što se tiče religije, Bog savjetuje ljudima da je zaborave i da se vrate izvornoj duhovnosti. Sve su religije u svojoj biti nastale na temeljnim istinama, koje su tijekom vremena iskrivljene i zanemarene.  
Poneki kritičari Nealova djela svrstavaju u žanr New Age duhovnosti, kojoj po njima na sličan način pripada i naprimjer Paulo Coelho. No širina vizije i duboka duhovna inspiracija sadržana u Nealeovim knjigama teško da se može svrstati u neki određeni žanr.
U "Prijateljstvu s Bogom" Neale je napisao: "Kao što sam kažem u uvodu svake trilogije "Razgovora s Bogom", s nekim sam se zamislima ove trilogije već i prije susretao. S mnogima, uključujući one najneobičnije, nisam. To su uvidi za koje nikada nisam čuo, nikada pročitao, nikada o njima razmišljao, pa čak ni zamišljao."     
Razgovori između Boga i Nealea traju i danas. Neale je ukupno napisao više od 20 različitih knjiga. Često putuje po svijetu i održava razne seminare i radionice na temu duhovnosti. Trenutno je u produkciji i film baziran na Nealeovom iskustvu razgovora s Bogom.

## Vanjske poveznice
- ReCreation Foundation
- Nealeov site
- Intervju s Nealom (na engleskom jeziku)